# 清溪文廟
清溪文廟位於四川省雅安市漢源縣清溪鎮，文物遺址年代判定為清。2002年12月27日公佈為四川省第六批省級文物保護單位。